# Stadtarchiv Diepholz
Das Stadtarchiv Diepholz ist das für die niedersächsische Stadt Diepholz zuständige Archiv. Es befindet sich am Rathausmarkt 1.

## Zuständigkeitsbereich
Seine Zuständigkeit bezieht sich auf die Orte Apwisch, Aschen, Bockhop, Diepholz selbst, Diepholzer Bruch, Falkenhardt, Fladder, Graftlage, Heede, Heeder Bruch, Ossenbeck, Sankt Hülfe, Sankt Hülfer Bruch, Sankt Hülfer Neufeld, Sankt Hülfer Wiesen und Schobrink. Archivleiter ist Kim Oliver Lange.

## Bestände
Die Archivalienbestände belaufen sich auf 130 Regalmeter und umfassen etwa 100 Urkunden ab 1525, Amtsbücher ab 1874, sowie Akten – allein 100 Regalmeter – seit 1670. Des Weiteren finden sich Nachlässe (3 m) aus den Jahren 1750 bis 1950, Bestände hinterließen Vereine, Verbände, Parteien (0,5 m) aus den Jahren 1921 bis 1990, dann Unternehmen (0,5 m) von 1855 bis 1940. Hinzu kommen Flugblätter, Plakate, dann 500 Karten, Pläne, Risse von 1770 bis 1970, etwa 1000 Bilder, Fotos, Filme aus den Jahren 1870 bis 1997 sowie 10 Regalmeter Zeitungen, ein lückenhafter Bestand, der die Jahre 1949 bis 1997 abdeckt. Schließlich wurde eine Zeitungsausschnittsammlung zur Stadtgeschichte (10 m; 1980–1997) zusammengestellt.

## Bibliothek, Publikationsreihe
Das Haus verfügt über eine eigene Bibliothek mit rund 10.000 Bänden. Es publiziert mit den Veröffentlichungen des Stadtarchivs Diepholz eine inzwischen auf 18 Bände angewachsene Reihe. Zu dieser zählen etwa Das Bürgerbuch der Stadt Diepholz 1788–1851 (Band 1), Die Ehrenbürger des Fleckens bzw. der Stadt Diepholz (15), Die Diepholzer und Willenberger Familien von 1701–1750 (13) oder Auf den Spuren jüdischer Geschichte in Diepholz (12), Stationen jüdischen Lebens in Diepholz (16), Diepholz – Eine Kreisstadt im Wandel der Zeiten (17) und zuletzt Das Schlossturmmuseum in Diepholz (18). Den Druck bewerkstelligte der Schrödersche Buchverlag. Verlag für Regionalkultur.